# John Galbraith (football)
Pour les articles homonymes, voir Galbraith.
John McDonald « Jack » Galbraith, né le 4 avril 1898 à Renton (West Dunbartonshire), était un footballeur et un entraîneur écossais.

## Carrière
De joueur :
- 1921-1931 :  Clapton Orient
- 1931-1935 :  Cardiff City

D'entraîneur :
- 1935 :  Milford United
- Clapton Orient
- 1936-1938 :  RC Lens
- 1939 :  RC Lens